# Valbanera
El vapor Valbanera fue un gran buque correo transatlántico de vapor español, propiedad de la compañía de navegación Naviera Pinillos. Su naufragio en 1919, con 488 muertos (la totalidad de los tripulantes y pasajeros), constituye el peor desastre marítimo español en tiempo de paz hasta la fecha, superando el naufragio del vapor Príncipe de Asturias en 1916 que provocó 457 fallecidos. Ambos pertenecían la misma compañía: Naviera Pinillos.

## Historia

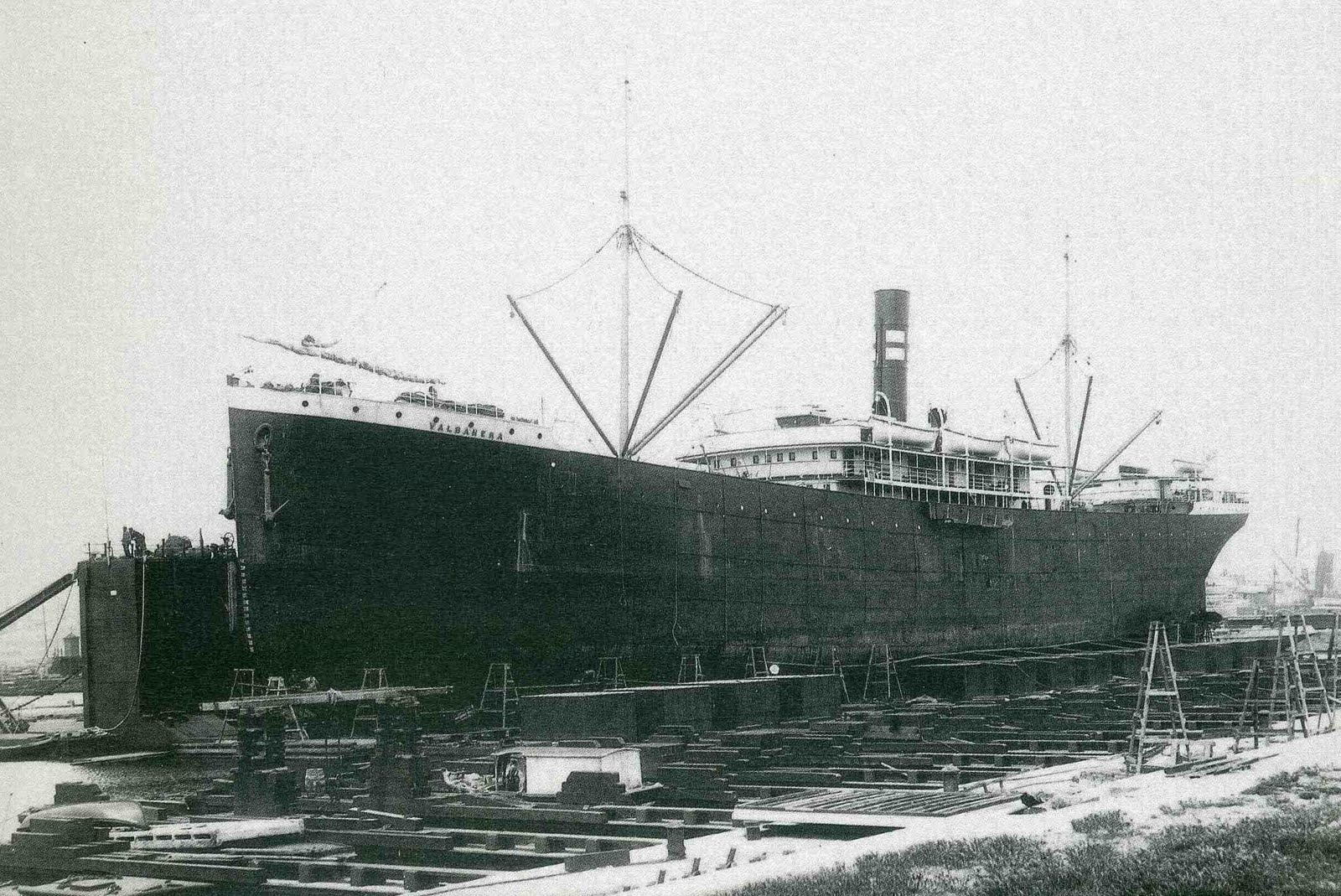
El Valbanera en un dique seco del puerto de Barcelona.

Fue construido por la Charles Connell & Co., en Scotstoun, Glasgow (Escocia), y entregado a la Naviera Pinillos en noviembre de 1906. Fue bautizado como Valbanera en honor a la Virgen de Valvanera, de La Rioja aunque por algún error se modificó el nombre cambiando la v por b. Fue asignado a la línea entre los puertos mediterráneos y atlánticos españoles de Canarias, a Puerto Rico, Cuba y los puertos norteamericanos del Golfo de México. También navegó en la ruta entre España, Brasil y Argentina. Tenía capacidad para 1200 pasajeros.

## Naufragio
El 10 de agosto de 1919 el Valbanera partió del puerto de Barcelona al mando del capitán Ramón Martín Cordero con destino a las Antillas. Después de realizar escala en las islas Canarias había a bordo 1.142 pasajeros y 88 tripulantes. El 5 de septiembre arribó a Santiago de Cuba, después de una singladura marcada por la tranquilidad. A pesar de que la mayoría del pasaje tenía billete para La Habana, 742 pasajeros decidieron desembarcar en Santiago (muchos pasajeros solían bajarse al llegar a Santiago de Cuba pese a llevar billete hasta La Habana, por ser el precio de este último menor).
El 7 de septiembre de 1919 zarpó de Santiago de Cuba con destino La Habana conociéndose la inminencia de un huracán. El buque esperaba llegar a puerto a tiempo para esquivarlo. El 9 de septiembre el vapor trató de entrar en el puerto en La Habana pero el temporal se lo impidió. La nave naufragó a causa de la fuerte tormenta el 10 de septiembre, notablemente alejada de su ruta, cerca de Rebecca Shoals, en la costa de Florida. 488 personas perdieron la vida en el naufragio, que es considerado la mayor tragedia marítima española en tiempos de paz.
El 12 de septiembre el cazasubmarinos estadounidense USS SC-320 detectó un naufragio sumergido con solo los mástiles sobre el agua en las cercanías de Rebecca Shoal (aproximadamente 45 millas (72 km) al oeste de Cayo Hueso), pero lo identificó como una goleta de dos mástiles. Otros dos barcos de la Marina americana que pasaron por el área el 13 de septiembre no notaron nada de un naufragio. Otro cazasubmarinos enviado el 16 de septiembre regresó al día siguiente con la confirmación de que un gran barco naufragó en Half Moon Shoal. El 19 de septiembre el guardacostas Tuscarora y el cazasubmarinos 203 pudieron ver el nombre de "Valbanera" en los restos del naufragio. Al día siguiente, el oficial que había informado de la goleta naufragada el 12 de septiembre confirmó que lo que había visto era al Valbanera. El naufragio estaba a 6 millas (9,7 km) al este de Rebecca Shoal, con solo los mástiles y un par de botes salvavidas sobre el agua. El Valbanera se había hundido apenas a doce metros de profundidad, por lo que el palo se encontraba emergido. Misteriosamente, no se encontró ningún cadáver y todas las lanchas salvavidas estaban en su sitio. En torno al naufragio de este transatlántico se ha especulado bastante.